# Джон Бродес Вотсон
Джон Бродес Вотсон (англ. John Broadus Watson; 9 січня 1878 — 25 вересня 1958) — американський психолог, засновник бігевіоризму.

## Біографія
Джон Бродес Вотсон народився 9 січня 1878 року. Емма і Пайкенс Вотсон — батьки Джона — жили в Південній Каліфорнії, в невеликому містечку Тревелерс Рест. Мати була дуже релігійна, тому життя хлопчика було повне обмежень і заборон. Сам Пайкенс волів вести досить розгульне життя, скандали на цьому ґрунті привели до того, що батько пішов з сім'ї в 1891 році, коли хлопчикові було 13 років. Джон був прив'язаний до батька, тому важко переживав розлуку і до кінця життя не зміг пробачити йому це.
Джон Вотсон виріс в Ґрінвілі (Південна Кароліна) і отримав диплом магістра в розташованому там же Університеті Фурмана. За порадою одного зі своїх викладачів він вступив потім до Чиказького університету з метою вивчати філософію під керівництвом Джона Дьюї. Однак, за його власними словами, він не розумів, про що взагалі говорить Дьюї і незабаром вирішив змінити наукового керівника, звернувшись до психолога Джеймса Енджелла і фізіолога Генрі Дональдсона. Він збирався працювати разом з Жаком Льобом над дослідженням мозку собак. Спільний вплив цих вчених привів його потім до формування строгого, об'єктивного підходу до дослідження поведінки.
Його докторська дисертація, захищена в Чиказькому університеті в 1903 році («Навчання тварин: Експериментальне дослідження фізичного розвитку білого щура, пов'язаного з ростом нервової системи») була першою сучасною книгою з поведінки щурів.

## Цікаві факти
Висловлювалось припущення, що засновник біхевіоризму Джон Вотсон мав ан-ідеїзм і що цей дефект міг слугувати одним з факторів його негативного ставлення до психологічних теорій, котрі надавали велике значення уяві. [1] «Ан-ідеїзм» — термін, що вживається на позначення нездатності довільно уявляти будь-які об'єкти, відсутність уяви; неможливість довільно викликати мисленнєвий образ певної особи чи предмета. Відсутність здатності довільно викликати і утримувати в свідомості чіткі мисленнєві образи. Такі образи не виникають і спонтанно. Притаманний загальмованому мисленню при депресії.). [2]